# Municipio de Prairieville (Míchigan)
El municipio de Prairieville (en inglés: Prairieville Township) es un municipio ubicado en el condado de Barry en el estado estadounidense de Míchigan. En el año 2010 tenía una población de 3404 habitantes y una densidad poblacional de 36,02 personas por km².

## Geografía
El municipio de Prairieville se encuentra ubicado en las coordenadas 42°28′21″N 85°29′2″O / 42.47250, -85.48389. Según la Oficina del Censo de los Estados Unidos, el municipio tiene una superficie total de 94.5 km², de la cual 84.95 km² corresponden a tierra firme y (10.11%) 9.55 km² es agua.

## Demografía
Según el censo de 2010, había 3404 personas residiendo en el municipio de Prairieville. La densidad de población era de 36,02 hab./km². De los 3404 habitantes, el municipio de Prairieville estaba compuesto por el 96.15% blancos, el 1.09% eran afroamericanos, el 0.32% eran amerindios, el 0.79% eran asiáticos, el 0.06% eran isleños del Pacífico, el 0.76% eran de otras razas y el 0.82% pertenecían a dos o más razas. Del total de la población el 2.5% eran hispanos o latinos de cualquier raza.